# جيمي هوتز
جيمي هوتز (بالإنجليزية: Jimmy Hotz)‏ (و. 1953 – م) هو منتج أسطوانات، موسيقي، مغن، ملحن، عازف قيثارة من الولايات المتحدة الأمريكية .

## روابط خارجية
- جيمي هوتز على موقع ميوزك برينز (الإنجليزية)
- جيمي هوتز على موقع ديسكوغز (الإنجليزية)